# Florentský slepičák
Florentský slepičák, též florentýnský slepičák, florentský holub nebo florentýn, je staré plemeno holuba domácího pocházející z Itálie. Původně byl vyšlechtěn jako užitkové, masné plemeno, současný florentský slepičák je plemeno čistě okrasné, harmonických tělesných tvarů. Je to velký, velmi mohutný pták se zakulaceným tvarem těla a vodorovně neseným trupem, dlouhým a vzpřímeně neseným krkem, vysoko neseným ocasem a dlouhýma silnýma nohama. Chová se pouze v tzv. pštrosí kresbě, základní barva opeření je bílá, barevná je hlava s obojkem, štíty křídel a ocas.
V seznamu plemen EE a v českém vzorníku plemen se řadí do plemenné skupiny slepičáků a to pod číslem 0201. V Česku se téměř nechová.

## Historie
Florentský slepičák je plemeno velmi staré, poprvé ho popsal již Johann Matthäus Bechstein v roce 1793. Oblastí původu florentýna je severní Itálie, okolí Florencie. Původně se u nich objevoval i třes krku a podobný znak je společný plemenům pocházejícím ze zadní Indie, je proto možné, že prapůvodní předkové florentýnů pochází právě odsud.
Z Itálie je florentýn dostal nejprve do Štýrska a z Rakouska se počátkem 19. století rozšířil do Německa, kde byl v Bavorsku v roce 1909 založen klub chovatelů slepičáku včetně florentýna a v roce 1919 vznikl podobný klub i v Sasku.
První standard plemene je z roku 1923 a v základních bodech platí až do současnosti. Nicméně k některým změnám přece jen došlo, v 50. letech 20. století byl kladen důraz na objem těla a tehdejší florentýn připomínal kinga, dnes je důležitý tvar spodní linie těla a vývoj směřuje k vertikálnímu typu slepičáka s dlouhým vzpřímeným krkem a dlouhýma nohama.

## Popis
Florentský slepičák je plemeno velkého tělesného rámce, které tvarem těla připomíná zvětšenou modenku. Žádný z jeho tělesných znaků není extrémně prošlechtěn. Důležitými plemennými znaky je mohutnost, kolíbkovitá spodní linie těla, rovný postoj, dlouhý krk a vysoko držený ocas. Z celkové výšky ptáka tvoří třetinu nohy, třetinu trup a třetinu krk s hlavou. Ta je velká, dobře zaoblená se zřetelně odsazeným čelem, zobák je u kořene široký a středně dlouhý, s dobře vyvinutým plochým ozobím. Barva zobáku záleží na barvě opeření: U černých ptáků je černý, u modrých tmavý, rohová barva je vlastní hnědým, červeně plavým a červeně plavým kapratým rázům, u světlých barev je zobák narůžovělý. Barva očí je oranžová. Krk je dlouhý, silný a kolmo nesený. Široce nasedá na trup a k hlavě se stejnoměrně zužuje, hrdlo je dobře vykrojené.
Trup je vodorovně držený, hruď je široká a vyklenutá, ramena jsou široká, hřbet široký a krátký, vodorovný. U ideálního jedince se šířka ramen rovná délce zad. Křídla jsou silná, krátká, s lehce ohnutými letkami, které se výrazněji nekříží a které nepřesahují konec ocasu, na kterém spočívají. Ocas je nesený pod úhlem 45°. Důležitým znakem florentského slepičáka je tvar dolní linie těla, který tvoří nepřerušený oblouk, neboli kolíbku. Je tvořen dobře zakulacenou hrudí, břichem a ocasním klínem. Nohy jsou silné, dlouhé a nepodkleslé.
Opeření je hladké a dobře přilehlé. Florentýn se chová pouze v kresbě gazzi, která je v Česku častěji označována jako kresba pštrosí, podle moravského pštrosa stejného zbarvení. Ve skutečnosti to byl možná právě florentský slepičák, který byl použit ke šlechtění středoevropských takto zbarvených plemen, kromě moravského pštrosa též prácheňského káníka a českého holuba.

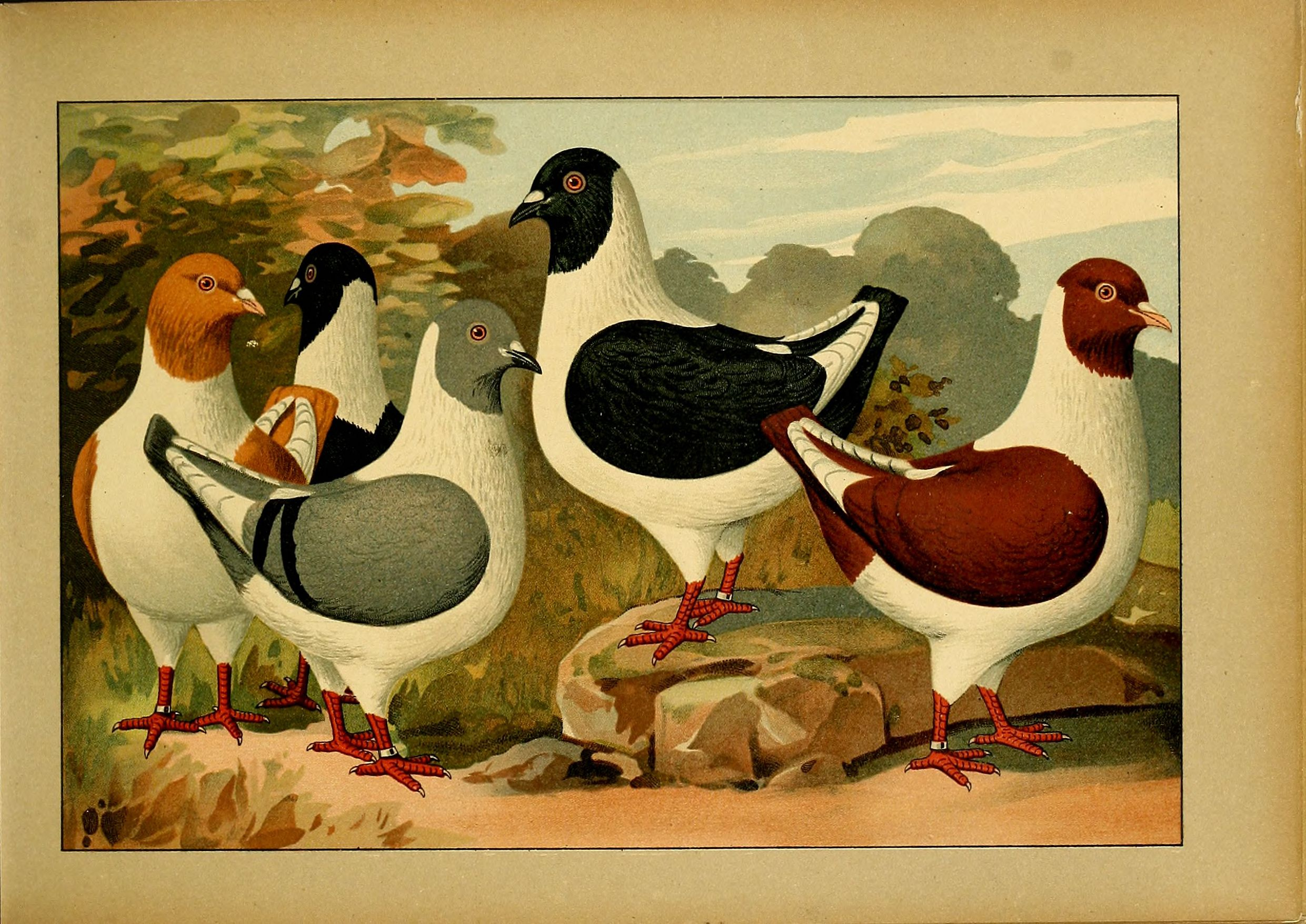
Florentýn a jeho barevné rázy: žlutý, modrý pruhový, černý a červený. Ilustrace je z roku 1906, současný florentýn má delší nohy i krk

Základní barva peří je bílá, barevná je hlava s horní části krku, tzv. obojkem, který vede obloukovitě od záhlaví na přední stranu krku, kde odpovídá délce sklopeného zobáku. Dále jsou barevné štíty křídel, a ocas s kostřecem a podocasníkem. Křidélko je barevné, ale 6-11 ručních letek je bílých.
Barva by měla být čistá a sytá. Chová se v rázu černém, červeném, žlutém, modrém pruhovém nebo bezpruhém, světle modrém bělopruhém, stříbřitém pruhovém nebo bezpruhém, hnědě plavém, červeně plavém, žlutě plavém, modrém, stříbřitém a červeně plavém kapratém a světle modrém růžovém šupkatém. Světle modří a světle modří růžově šupkatí mají světlé, ne bílé, vnější části letek a světlý ocasní pruh.
Florentýni špatně létají a jsou vhodnější do voliérového chovu. Holoubata odchovávají dobře.